# Guillaume de La Baume-Saint-Amour
Guillaume de La Baume dit Guillaume de La Baume-Saint-Amour est un ecclésiastique de la toute fin du XIVe siècle et du début du siècle suivant, abbé de Saint-Claude (1386-1412), sous le nom de Guillaume V. Il est donné par erreur comme évêque de Sion, en 1386. Il appartient à une branche de la famille noble de La Balme, originaire du Bugey.

## Biographie

### Origines
Guillaume de La Baume (Guillermus de Balma), dit parfois de Saint-Amour, est, selon l'historien Dom Paul Benoit, issu de « la famille de la Baume Saint-Amour, l'une des plus illustres de la Franche-Comté ». La branche issue famille noble de La Balme, installée en Franche-Comté, n'acquiert la terre de Saint-Amour qu'en 1548. La liste publiée par la Gallia Christiana (1728) ne le mentionne d'ailleurs que sous la forme Guillelmus V. de Balma.
Il est le fils de Amblard [I] de La Balme, chevalier et seigneur de La Balme sur Cerdon, de Sales et de Pomiers, et de Marguerite de Sales,. Il a pour frères, Pierre, Perceval, et Louis, chevaliers ; Jean, moine à Ambérieux, et une sœur.

### Dates de l'abbatiat
Guillaume de La Baume est abbé de Saint-Claude, succédant à Guillaume de Beauregard, sous le nom de Guillaume V. Toutefois, les dates de son abbatiat ont varié entre la liste traditionnelle des abbés de Saint-Claude et sa remise en cause avec le classement des archives de l'abbaye de Saint-Oyend-de-Joux, dite de Saint-Claude, en 1995.
Ainsi, les travaux des médiévistes, Bruno Galland (1998), puis plus spécifiquement Vincent Corriol, qui a pu travailler sur les archives, permettent de placer son abbatiat de l'année 1386 à 1412. Il succède à Guillaume de Beauregard (1348-1386), qui monte sur le trône épiscopal de Sion en 1386,. Paul Benoit place ainsi son serment, le 28 décembre 1386,. Il est le « premier abbé docteur en décret » du monastère.
La fin de son abbatiat n'est pas précise. Ainsi le dernier acte remonte à l'année 1405,. Il semble toutefois se poursuivre jusqu'à l'année 1412.
La liste traditionnelle des abbés de Saint-Claude, comme mentionnée dans la Gallia Christiana (1728) et rappelée dans l'ouvrage Dom Paul Benoit (1890-1892), donnait à la suite de Guillaume IV de Beauregard (1348-1380) ; Guy IV (1380), Guillaume V de la Baume, qui aurait prêté serment en 1386 et mentionné jusqu'au serment de son successeur, François II, en 1412. Les travaux récents ont permis ainsi de corriger l'erreur produite par la succession d'abbés aux prénoms proches, retirant notamment l'hypothétique Guy.

### Abbatiat
En 1388, le pape pape d'Avignon, Clément VII l'autorise « à percevoir une taxe sur les bénéfices dont il avait la collation, afin de pourvoir aux besoins de son monastère ».
En 1391, il autorise des défrichements à Longchaumois et Orcières.
Il fait réduire le nombre de moines à 36, au cours de l'année 1393.
En 1402, il refuse de se rendre au synode convoqué par Philippe III de Thurey, archevêque de Lyon, justifiant que son abbaye ne relevait pas de l'Église de Lyon,. L'archevêque l'excommunie en 1403,. Guillaume de La Baume obtient deux ans plus tard le privilège d’exemption, par le pape Benoît XIII, qui sera confirmée, en 1414 par Jean XXIII,. L'affaire court jusqu'en 1453 où l'abbaye est officiellement exemptée.

## Confusion avec Guillaume de Beauregard
L'erreur de la liste des abbés de Saint-Claude font que la tradition lui attribue le trône épiscopal de Sion, en lieu et place de Guillaume de Beauregard.
Guillaume de La Baume apparait dans la liste des évêques de Sion, sous le règne du pape d'Avignon, Clément VII, en 1386, à la suite de la nomination d'Édouard de Savoie sur le trône archiépiscopal de Tarentaise. L'archiviste et historien Bruno Galland, dans son ouvrage Les papes d’Avignon et la Maison de Savoie (1998), relève cependant que « Les historiens du diocèse de Sion se sont fiés jusqu'ici aux listes des abbés de Saint-Claude dont ils disposaient » pour le placer dans la liste épiscopale. À la suite du classement des archives, en 1995, les médiévistes apportent une correction sur la confusion et la substitution entre Guillaume de La Baume et Guillaume de Beauregard, également abbé de Saint-Claude.
À noter que les généalogies de Samuel Guichenon (1650) ou de Louis Moréri (1743) ne le mentionnaient que comme abbé.